# Walerija Jurjewna Schkirando
Walerija Jurjewna Schkirando (russisch Валерия Юрьевна Шкирандо; * 21. November 1988 in Leningrad, UdSSR) ist eine russische Schauspielerin.

## Leben
Schkirando wurde in Leningrad, dem heutigen Sankt Petersburg geboren. Nach ihrer Schulzeit besuchte sie die Russische Akademie für Theaterkunst, wechselte jedoch bald an die Staatliche Akademie der Theaterkünste in Sankt Petersburg. Diese schloss sie 2011 im Fachbereich des Musiktheaters ab. Neben ihrer Muttersprache Russisch spricht sie fließend Englisch und hat Kenntnisse in Deutsch und Französisch.
Sie spielte 2014 in Handsome and the Beast in einer größeren Rolle und wurde so erstmals internationalen Publikum bekannt. Es folgten Besetzungen in verschiedenen russischen Fernsehserien und Spielfilmen wie 2017 in Guardians. Seit 2020 ist sie in der Rolle der Various in der Fernsehserie Storiz zu sehen.

## Filmografie (Auswahl)
- 2014: Handsome and the Beast (Krasavets i chudovishche/Красавец и чудовище)
- 2014: Sled Pirani (След Пираньи) (Fernsehserie)
- 2015: The Battalion (Батальонъ)
- 2016: Okno zhizni (Окно жизни) (Fernsehserie)
- 2016: The Night Train (Diggers/Диггеры)
- 2016: All That Jam (Ves etot dzhem/Весь этот джем)
- 2017: Guardians (Защитники)
- 2017: Prestuplenie (Преступление) (Fernsehserie)
- 2017: Flip-Flop/The Exchange (Obmen/Обмен) (Kurzfilm)
- 2018: Po tu storonu smerti (По ту сторону смерти) (Fernsehserie, 2 Episoden)
- 2018: S'parta (Sпарта) (Fernsehserie)
- 2018: Duet po pravu (Дуэт по праву)
- 2018: The Year of Culture (God kultury/Год культуры) (Fernsehserie)
- seit 2020: Storiz (Истории) (Fernsehserie)